# Harare
Harare [haˈraːrə], bis 1982 Salisbury, ist die größte Stadt und Hauptstadt Simbabwes und liegt in der Harare Province im nördlichen Zentrum des Landes. Sie stellt zudem einen der Urbanen Distrikte Simbabwes. Im Stadtgebiet leben rund 1,5 Millionen Menschen (Volkszählung 2022), im Ballungsraum sind es ca. 2,4 Millionen (2022). Größter Vorort ist Chitungwiza südlich des Flughafens Harare International mit rund 370.000 Einwohnern (2022).

## Geographie

### Geographische Lage
Harare liegt im nordöstlichen Drittel Simbabwes. Die Stadt mit den geographischen Koordinaten 17° 50′ südlicher Breite und 31° 3′ östlicher Länge liegt auf einer Fläche von 660 km². Hier ist etwa 1490 Höhenmetern über dem Meeresspiegel zugleich eine Wasserscheide zwischen den Flüssen Mazowe und Hunyani. Die Stadt liegt in einer von Trockensavannen gekennzeichneten Umgebung.
Sie grenzt im Süden an die Distrikte Epworth Urban und Harare Rural mit dem Flughafen und im Norden an Mazowe in der Provinz Mashonaland Central. Im Osten grenzt sie an Goromonzi und Ruwa Urban in der Provinz Mashonaland East und im Westen an Zvimba in der Provinz Mashonaland West.

### Klima
Harare liegt in der tropischen Klimazone, die jährliche Durchschnittstemperatur von 18,0 °C ist aber für diese Klimazone relativ niedrig. Der Grund dafür ist, dass Harare 1490 Meter hoch liegt und damit in den Kalttropen. Die durchschnittliche Tagestemperatur liegt im Januar bei 25,7 °C und im Juli bei 13,6 °C. Die wärmsten Monate sind Oktober und November mit durchschnittlich 21,5 °C und die kältesten Juni und Juli mit 13,8 °C und 13,6 °C im Mittel. Der durchschnittliche Jahresniederschlag liegt bei 863 Millimeter, wobei diese Menge an nur 92 Regentagen im Jahr fällt. Der meiste Niederschlag fällt im Januar mit durchschnittlich 213 Millimeter, der geringste im Juli mit durchschnittlich 1 Millimeter.
|                       | Jan  | Feb  | Mär  | Apr  | Mai  | Jun  | Jul  | Aug  | Sep  | Okt  | Nov  | Dez  |   |      |
| Mittl. Tagesmax. (°C) | 26,3 | 25,8 | 26,2 | 25,3 | 23,4 | 21,4 | 21,4 | 23,7 | 26,8 | 28,2 | 27,4 | 26,2 | ⌀ | 25,2 |
| Mittl. Tagesmin. (°C) | 15,8 | 15,6 | 14,5 | 12,3 | 8,8  | 6,1  | 5,5  | 7,4  | 10,5 | 13,4 | 15,0 | 15,7 | ⌀ | 11,7 |
|                       |      |      |      |      |      |      |      |      |      |      |      |      |   |      |
| Niederschlag (mm)     | 187  | 157  | 96   | 38   | 10   | 4    | 1    | 3    | 8    | 34   | 96   | 171  | Σ | 805  |
|                       |      |      |      |      |      |      |      |      |      |      |      |      |   |      |
| Sonnenstunden (h/d)   | 7    | 6,8  | 7,5  | 8,3  | 8,7  | 8,8  | 9,0  | 9,7  | 9,8  | 9,2  | 7,7  | 6,4  | ⌀ | 8,2  |
|                       |      |      |      |      |      |      |      |      |      |      |      |      |   |      |
| Regentage (d)         | 14   | 13   | 10   | 5    | 1    | 0    | 0    | 1    | 1    | 4    | 8    | 14   | Σ | 71   |
|                       |      |      |      |      |      |      |      |      |      |      |      |      |   |      |
| Luftfeuchtigkeit (%)  | 76   | 77   | 72   | 67   | 62   | 60   | 55   | 50   | 45   | 48   | 63   | 73   | ⌀ | 62,3 |

| 15,8 |

| 15,6 |

| 14,5 |

| 12,3 |

| 8,8 |

| 6,1 |

| 5,5 |

| 7,4 |

| 10,5 |

| 13,4 |

| 15,0 |

| 15,7 |

| 15,8 |

| 15,6 |

| 14,5 |

| 12,3 |

| 8,8 |

| 6,1 |

| 5,5 |

| 7,4 |

| 10,5 |

| 13,4 |

| 15,0 |

| 15,7 |

### Stadtgliederung und Stadtteile
- Borrowdale
- Hatfield
- Waterfalls
- Mount Pleasant
- Avondale
- Highfields
- Mbare

## Geschichte

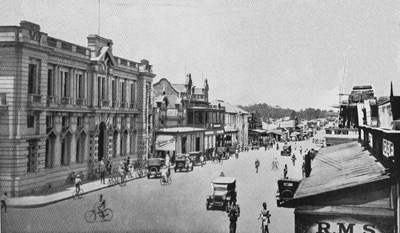
Salisbury 1930

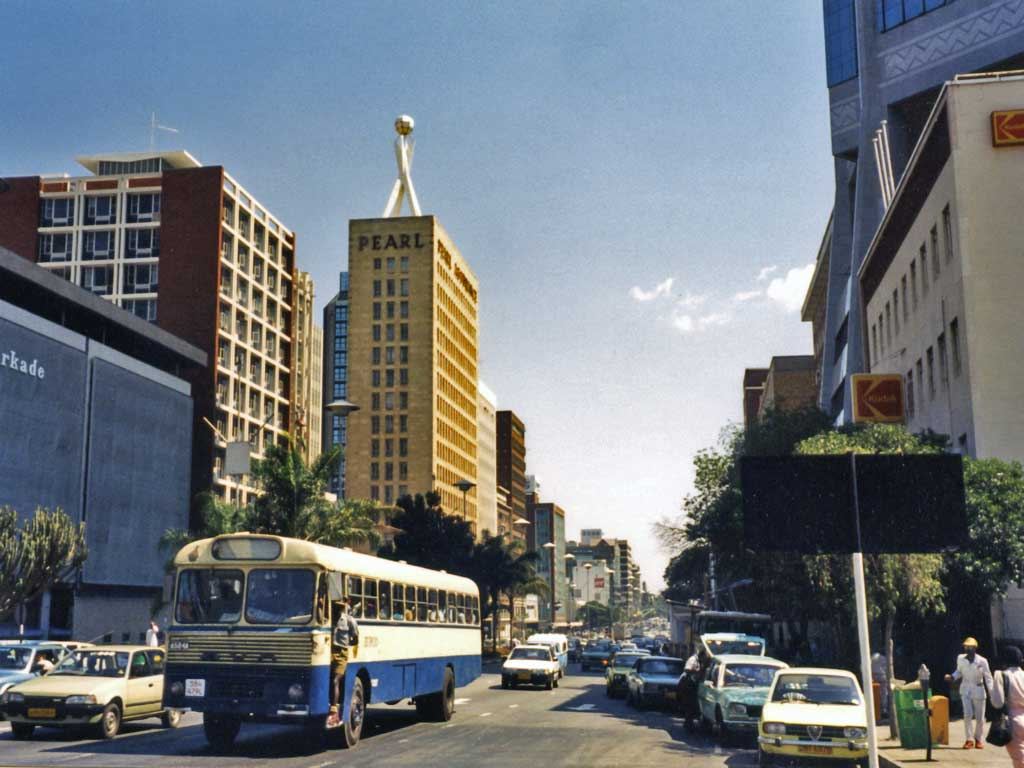
Stadtzentrum. Samora-Machel-Avenue nach Westen, 1995

Harare wurde am 12. September 1890 als Fort Salisbury von Cecil Rhodes bzw. der von ihm geführten British South Africa Company auf dem Gebiet des Shona-Häuptlings Neharawa gegründet. An dieser Stelle befindet sich heute der African Union Square. Rhodes nannte die Stadt nach dem britischen Premierminister Lord Salisbury. Die Gemeinde wurde 1897 geschaffen. 1923 bekam das Fort mit dem Sitz der Kolonialregierung auch die Stadtrechte. Zwischen 1953 und 1963 war Salisbury Hauptstadt der Föderation von Rhodesien und Njassaland.
Zum zweiten Jahrestag der Unabhängigkeit Simbabwes nahm man am 18. April 1982 Neharawas Namen abgewandelt als neuen Stadtnamen „Harare“ an.
Ende Mai 2005 startete die Regierung Simbabwes eine umstrittene Aufräum- und Gebäudeabbruchkampagne, genannt Operation Murambatsvina. Sie führte zu heftigen Reaktionen in der internationalen Gemeinschaft, weil sie ohne Voranmeldung oder das Angebot alternativer Wohnungen für die annähernd 700.000 Betroffenen stattfand. Unter dem Vorwand, der Kriminalität und den Krankheitsrisiken zu begegnen, richtete sich die Kampagne vor allem gegen die informellen Märkte und Vorstädte. Daraufhin hatte die UNO angeboten, internationale humanitäre Hilfe für die Opfer zu organisieren, allerdings wurde dieses Angebot durch die Behörden des Landes mit der Begründung abgelehnt, Hilfe von außen sei nicht nötig.
Bevölkerungsentwicklung
| Jahr | Einwohnerzahl |
| ---- | ------------- |
| 1950 | 143.000       |
| 1960 | 248.000       |
| 1970 | 417.000       |
| 1980 | 616.000       |
| 1990 | 1.047.000     |
| 2000 | 1.379.000     |
| 2010 | 1.475.000     |
| 2022 | 1.492.000     |

## Politik und Verwaltung

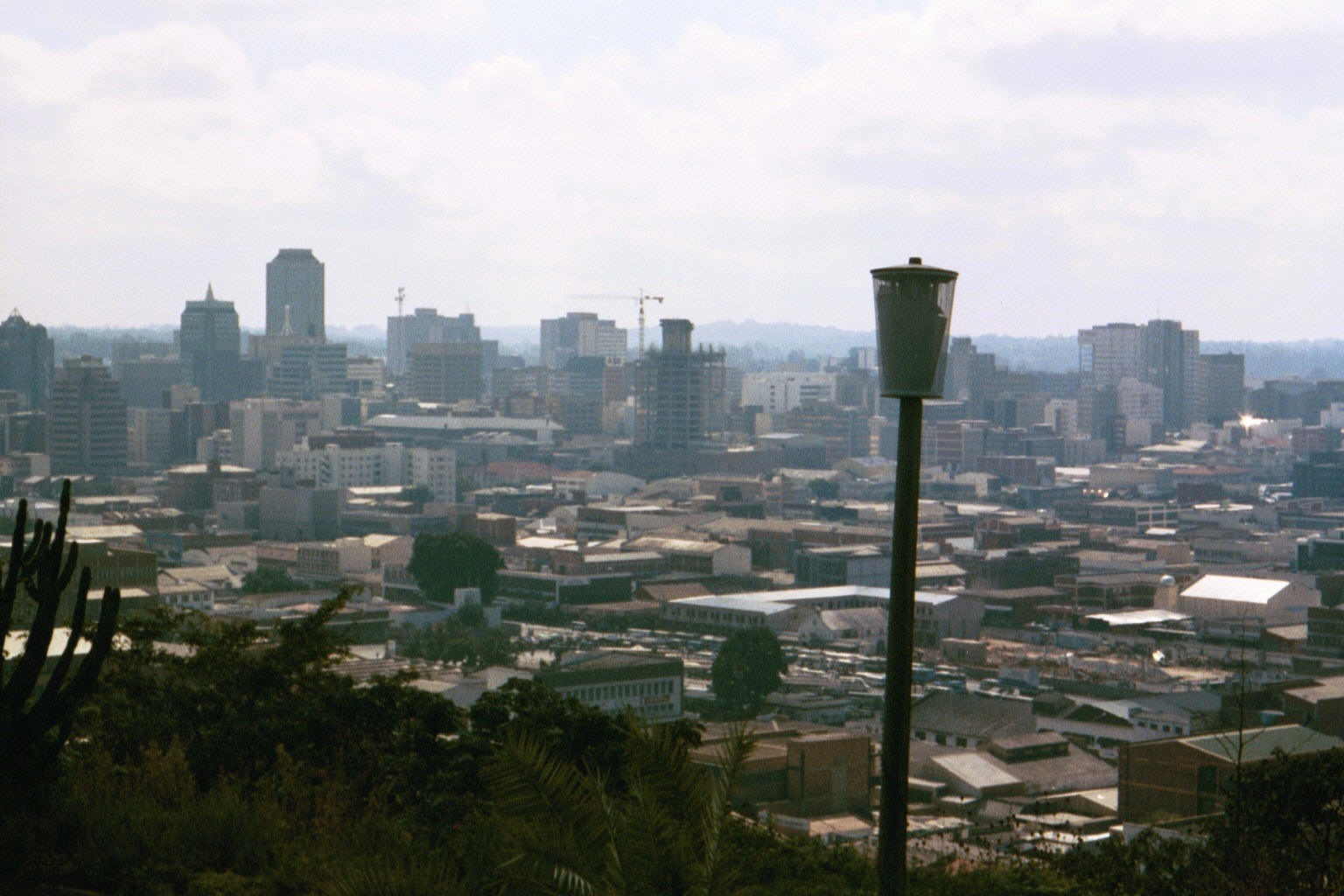
Harare vom Aussichtspunkt auf dem Kopje-Hügel

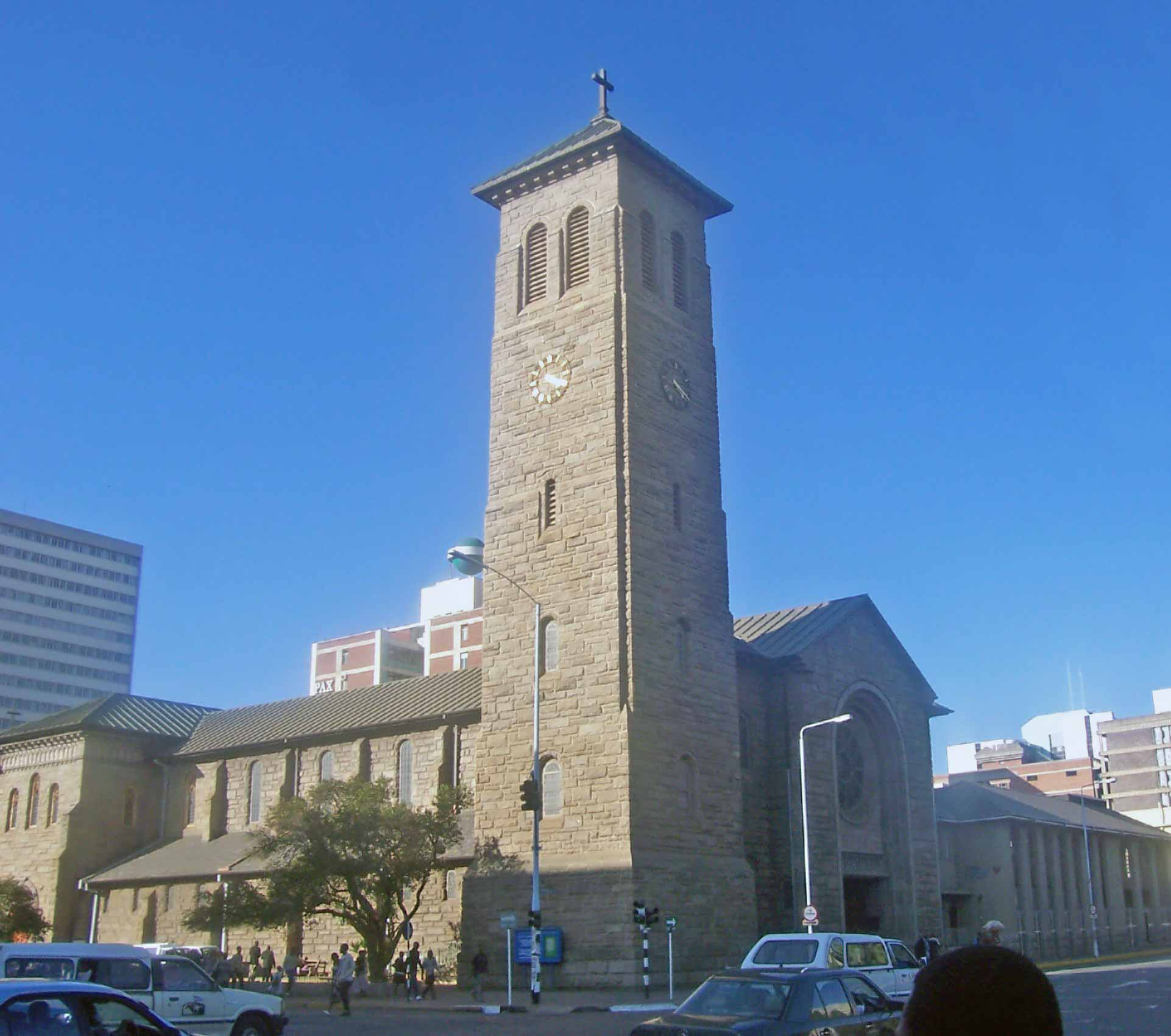
Anglikanische Kirche am African Unity Square

### Stadtregierung
In Harare gibt es einen Dachverband der Bürgerbewegung, die Combined Harare Residents Association (CHRA), die als kritische Instanz der Stadtregierung und den Parteien gegenübersteht.

### Provinz
Die gleichnamige Provinz Harare grenzt an die Provinzen Mashonaland West, Mashonaland East und Mashonaland Central. Zu der Provinz Harare gehören neben der Hauptstadt Harare und einem ländlichen Vorortbereich noch die Städte Epworth und Chitungwiza, drittgrößte Stadt Simbabwes und Schlafstadt der Hauptstadt Harare.

### Bürgermeister seit 1981
Die Liste der Bürgermeister seit der Unabhängigkeit:
- 1981–1984 Tizirai Gwata
- 1984–1985 Eng Oliver Chidawu
- 1988–1989 Ald. Jabulani Thembani
- 1989–1993 Simon Chikwavaire
- 1993–1995 Charles Tawengwa
- 1995–1996 Tony Gara
- 1996–1998 Solomon Tawengwa
- 2002–2003 Eng Elias Mudzuri
- 2008–2013 Muchadeyi Masunda
- 2013–2018 Bernard Manyenyeni
- 2018–2020 Herbert Gomba
- seit September 2020 Jacob Mafume[7]

### Städtepartnerschaften
Harare unterhält mit folgenden Städten Partnerschaften:
- Addis Abeba, Äthiopien
- Cincinnati, Vereinigte Staaten
- Guangzhou, Volksrepublik China
- Kasan, Russland
- München, Deutschland
- Nottingham, Vereinigtes Königreich

## Wirtschaft
Harare ist das Handelszentrum des Landes. Neben einer Vielzahl von Banken und Organisationen, ist die Stadt auch Sitz der Börse von Simbabwe (Zimbabwe Stock Exchange). 
An Gütern werden Tabak, Baumwolle und Zitrusfrüchte gehandelt.

## Infrastruktur

### Verkehr
Mit dem internationalen Flughafen Harare International und wichtigen Straßenverbindungen ist Harare der Verkehrsknoten in Simbabwe.

#### Straßenverkehr
Es führen 6 Fernstraßen zu ihr hin. Durch Harare verläuft der Trans-Africa Highway Nr. 9 von Beira nach Lobito. Die Stadt verfügt über 5500 km asphaltierte Straßen, die zumeist in einem guten Zustand sind.

#### Schienenverkehr
Harare besitzt als Hauptbahnhof einen Kopfbahnhof, der regelmäßig bedient wird. Hier treffen sich die Strecke nach Beira und Bulawayo (Beira-Bulawayo-Eisenbahn). Allerdings ist zur Zeit (2024) der gesamte Personenzugverkehr in Simbabwe eingestellt.

#### Luftfahrt
Etwa 10 Kilometer südlich des Stadtzentrums liegt der RG Mugabe International Airport. Er wurde 1957 eröffnet. Aufgrund der Höhenlage verfügt der Flughafen über eine reichlich 4700 Meter lange Start- und Landebahn, die zu den längsten in Afrika zählt.

### Gesundheitswesen
In der Stadt gibt es neben mehreren Krankenhäusern 41 Ambulanzen, die sich um die medizinische Versorgung kümmern. Darüber hinaus gibt es über 100 private medizinische Einrichtungen. 
Das HI-Virus war in Harare besonders weit verbreitet.

### Bildung und Wissenschaft
In der Stadt gibt es 77 Grund- und 76 weiterführende Schulen. Ebenso gibt es 11 Berufsschulen. Es sind auch mehrere Hochschulen und Forschungseinrichtungen angesiedelt. Darunter:
- University of Zimbabwe
- Harare Institute of Technology
- National Herbarium and Botanic Garden

### Ver- und Entsorgung
Die Stadt hat (2014) ein Abwasserkanalnetz von 4500 km Länge, an das 75 % der Einwohner angeschlossen sind. 2019 waren es bereits 5500 km. Die größte Kläranlage der Stadt ist das Klärwerk Firle STW. Es entwässert Harare mit einer Kapazität von 144.000 m³ pro Tag in den etwa 10 km westlich liegenden Chiverosee.
Harare hat insgesamt fünf Kläranlagen. Im März 2019 schloss Simbabwe einen Vertrag über 237 Millionen US-Dollar mit der Sinohydro Corporation, um vier neue Kläranlagen für die Stadt zu bauen, sowie die Sanierung und Erweiterung bestehender Anlagen.

## Religion
Harare ist Sitz der anglikanischen Diözese Harare und des römisch-katholischen Erzbistums Harare. Die anglikanische Diözese erlebte wegen ihrer mehrheitlichen Opposition gegen Robert Mugabes autoritäre Herrschaft in den 2000er Jahren eine innere Spaltung und gewalttätige staatliche Repressionen. Als Übergangsbischof bemühte sich Sebastian Bakare 2007 bis 2009 um Versöhnung und Rechtsstaatlichkeit.

## Museen
Im Queen Victoria Museum werden Felsmalereien, Gebrauchsgegenstände, Werkzeuge und Waffen aus der Geschichte Simbabwes gezeigt.
Die National Gallery of Zimbabwe stellt Gemälde, Reliefs und Plastiken der Moderne aus.

## Sport
Der 2001 aufgelöste Fußballklub Black Aces FC war in Harare beheimatet.
Der Harare Sports Club ist eines von drei Test-Cricket-Stadien Simbabwes und eines der Heimstadien der simbabwischen Cricket-Nationalmannschaft. Das Stadion war auch einer der Austragungsorte des Cricket World Cup 2003.
Special Olympics Simbabwe hat seinen Sitz in Harare.